# Elizabeth Patterson Bonaparte
Elizabeth Patterson "Betsy" Bonaparte (Baltimore, 6 de fevereiro de 1785 – Baltimore, 4 de abril de 1879) foi uma socialite estadunidense. Filha de um comerciante de Baltimore, foi a primeira mulher de Jerônimo Bonaparte, irmão mais jovem de Napoleão Bonaparte.
Por questões políticas, Napoleão ordenou a anulação do casamento em 1805. Poucos meses depois, Jerônimo teve seu casamento arranjado com Catarina de Württemberg e Elizabeth voltou para os Estados Unidos.

## Biografia

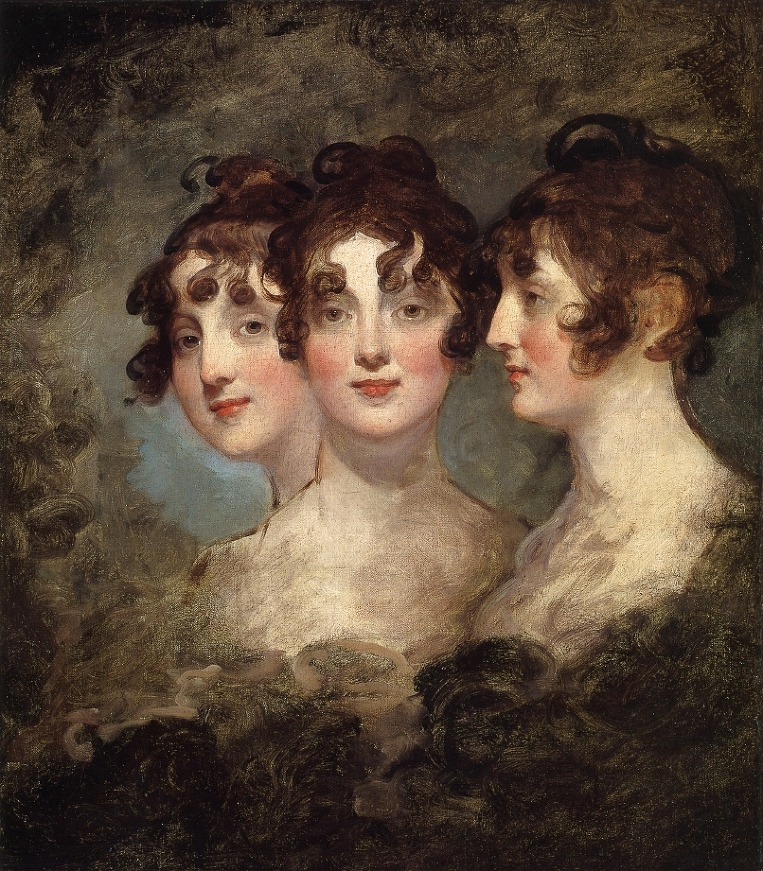
Retrato triplo de Elizabeth Patterson
Por Gilbert Stuart, 1804, Museu Metropolitano de Arte

Nascida em 6 de fevereiro de 1785 em Baltimore, Maryland, Elizabeth era primogénita de treze filhos do casal William Patterson e Dorcas Spear. Sua mãe era filha de um comerciante de farinha de Baltimore e seu pai um presbiteriano nascido na Irlanda que emigrou para a América do Norte antes da Guerra de Independência dos Estados Unidos.
Em 1803, Elizabeth conheceu Jerónimo Bonaparte, irmão mais novo de Napoleão que estava em visita aos Estados Unidos, em um jantar na casa de um amigo em comum. Logo, os dois se envolveram intimamente. Elizabeth, então, insistiu no casamento, chegando a ameaçar fugir se ela não tivesse a bênção de seu pai. Na véspera de Natal de 1803, ela se casou com Jerónimo em uma cerimônia presidida por John Carroll, o primeiro bispo católico de Baltimore. Quando foi informado sobre a união americana do irmão, Napoleão ordenou que Jerónimo voltasse para a França e exigiu que o casamento fosse anulado. Jerónimo ignorou a exigência inicial de Napoleão de que ele retornasse sem Elizabeth, na altura grávida, e ambos embarcaram para a França.
Quando eles chegaram, Elizabeth foi impedida de pisar na Europa continental por ordem de Napoleão. Nesse ínterim, ela deu à luz um filho, Jerónimo Napoleão Bonaparte (1805–1870), em 5 de julho de 1805, na Inglaterra. Jerónimo viajou para a Itália em uma tentativa de argumentar com seu irmão, escrevendo para sua esposa: "Minha querida Elsa, farei tudo o que deve ser feito", mas ela nunca mais o viu. Finalmente, seu casamento com Jerónimo foi anulado na França por maquinações levadas a cabo por Napoleão em outubro de 1806, apesar da relutância do Papa em anular o casamento. Em 1807, Jerónimo se casou com a princesa alemã Catarina de Württemberg.
Patterson retornou a Baltimore com o filho e viveu com seu pai e usava sua conexão real para sustentar a si mesma e a seu filho. Ela escreveu a Napoleão e o convenceu a lhe conceder uma mesada, depois que seu pai reivindicou o pouco dinheiro e bens que Jerónimo havia enviado a ela da Europa antes de seu casamento ser anulado. Após a Batalha de Waterloo, ela retornou à Europa, onde teria sido bem recebida nos círculos mais exclusivos e muito admirada por sua beleza e inteligência.

## Ver também

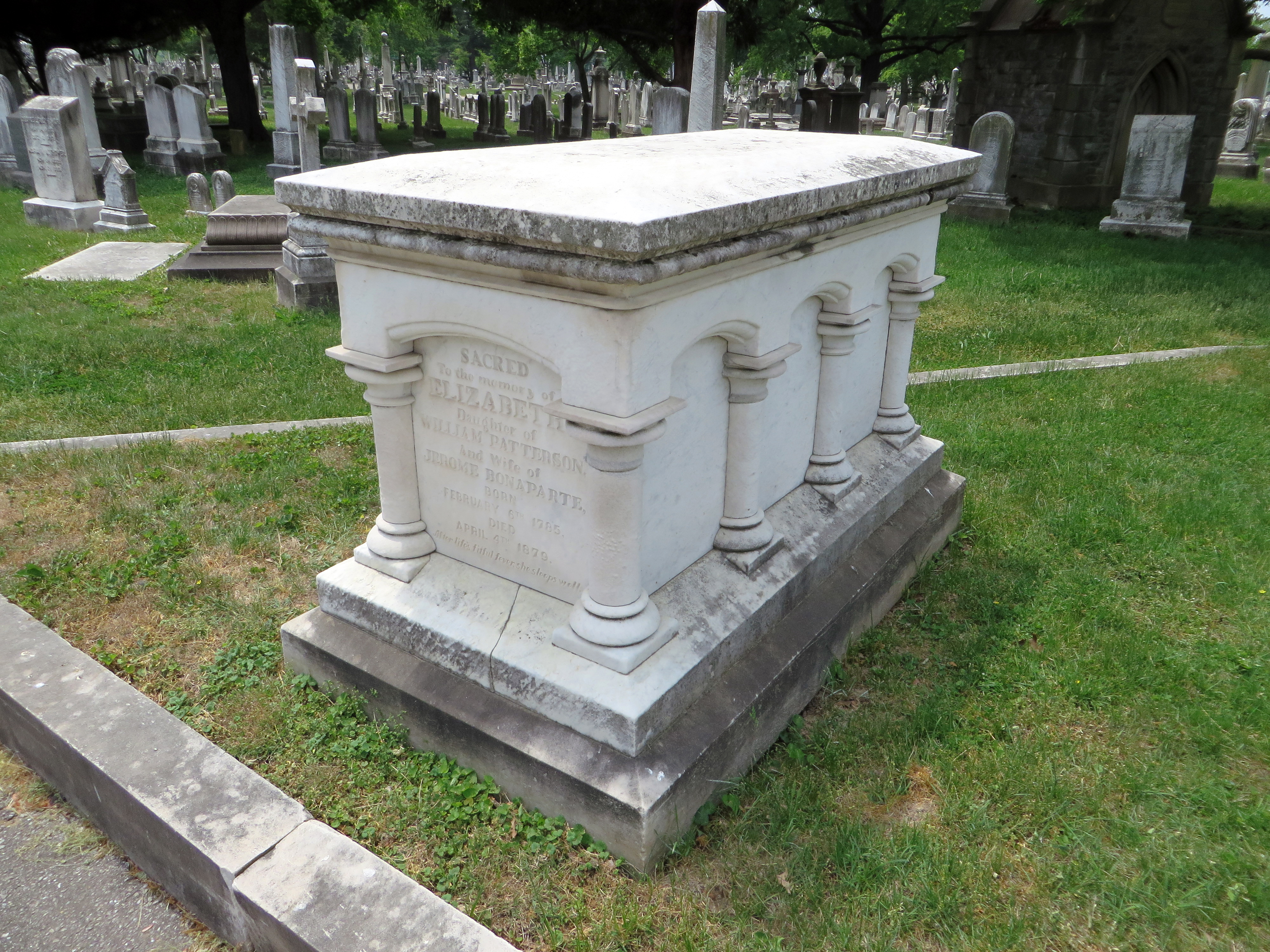
Sepultura de Elizabeth Bonaparte
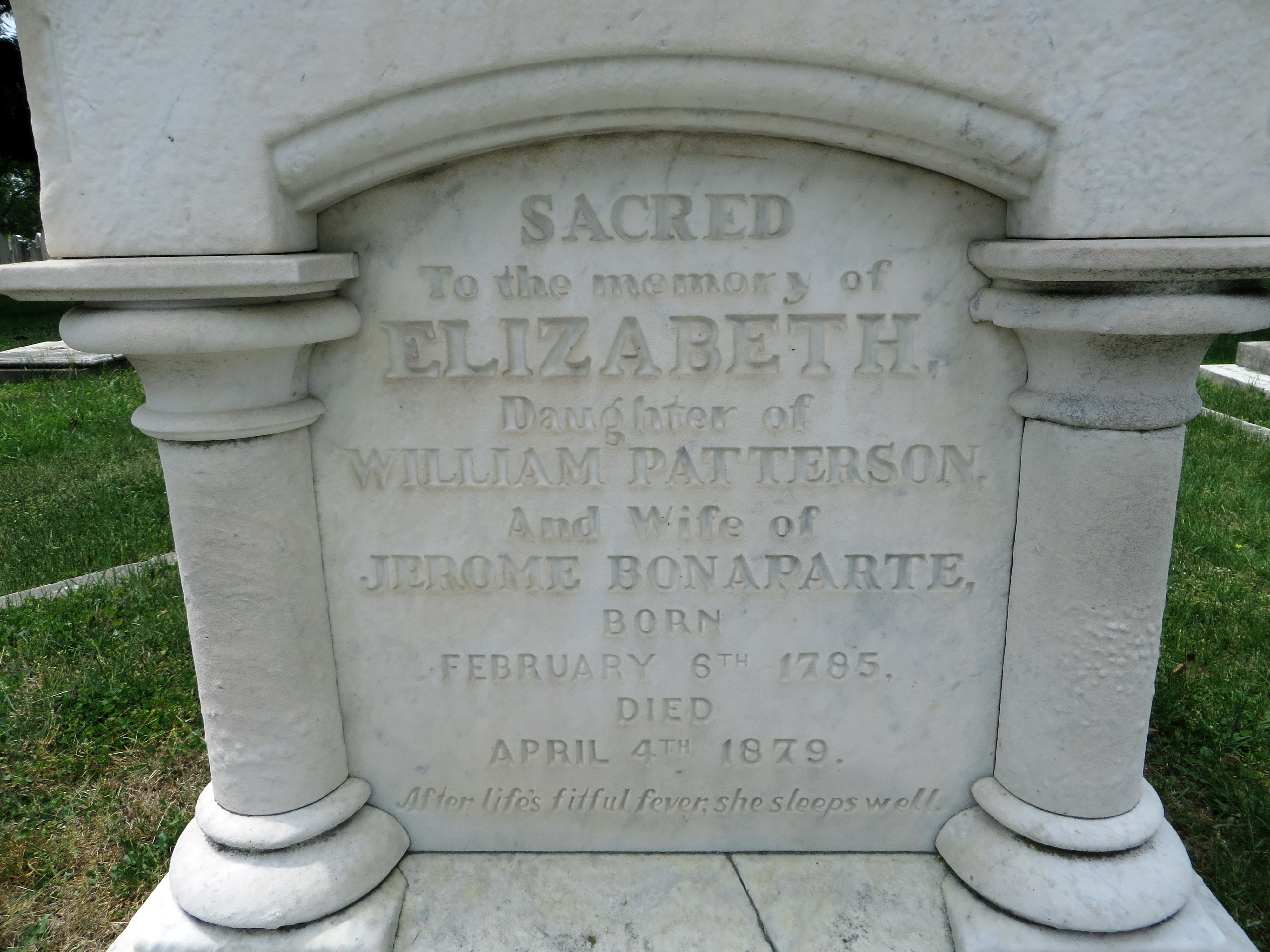
Detalhe da sepultura